# Muntanyes Jaintia
|  | Per a altres significats, vegeu «Districte de Jaintia Hills». |

Muntanyes Jaintia (Jaintia Hills) és un territori muntanyós de Meghalaya, Índia.
Sota els britànics fou considerat a efectes administratius un subdistricte del districte de Khasi i Jaintia Hills, aleshores a la província d'Assam. La seva superfície s'estimava en 5200 km². Tenia al nord el districte de Naugaon (Nowgong), a l'est el districte de Cachar, al sud el districte de Sylhet, i a l'oest les muntanyes Khasi; l'estació de Jowai era considerada la capital i era residència del subcomissionat. El territori fou annexionat el 1835 per cessió voluntària del seu raja. Quan es va imposar un impost general el 1860, va esclatar una revolta aviat reprimida, i es van establir nous impostos, no molt elevats però pels que els natius no estaven preparats. El gener de 1862 va esclatar una nova revolta més general amb causa immediata en la interferència d'un oficial britànic a una cerimònia religiosa. L'estació de policia de Jowai fou cremada i la guarnició de sipais assetjada; l'autoritat britànica a les muntanyes es va esvair. Amb llances i arcs els jainties van lluitar per la seva independència de manera valenta; inicialment foren victoriosos contra forces reduïdes però quan es va presentar l'exèrcit regular incloent dos regiments sikhs, les coses van canviar; el darrer grup de rebels fou capturat el març de 1863.
Fiscalment el territori estava format per 23 divisions fiscals, 2 de les quals poblades per kukis i 2 per mikirs, sent la resta santengs o syntengs (jainties). El cens de 1881 va donar una població de 56.448 dels que 47.108 eren syntengs amb religió animista i 2485 hinduista (176 eren musulmans). El cultiu principal era l'arròs. El país era ric en argila i carbó.